# Mimosa calodendron
Mimosa calodendron är en ärtväxtart som beskrevs av Carl Friedrich Philipp von Martius. Mimosa calodendron ingår i släktet mimosor, och familjen ärtväxter.

## Underarter
Arten delas in i följande underarter:
- M. c. calodendron
- M. c. leprosa
- M. c. transiens
- M. c. unijuga